# Sogłajewo
Sogłajewo (ros. Соглаево) – wieś (ros. деревня, trb. dieriewnia) w zachodniej Rosji, w sielsowiecie kostielcewskim rejonu kurczatowskiego w obwodzie kurskim.

## Geografia
Miejscowość położona jest nad rzeką Diemina, 4,5 km od centrum administracyjnego sielsowietu kostielcewskiego (Kostielcewo), 15,5 km od centrum administracyjnego rejonu (Kurczatow), 41 km od Kurska.
W granicach miejscowości znajduje się 19 posesji.

## Demografia
W 2010 r. miejscowość zamieszkiwało 21 osób.